# Prvenstva Hrvatske u boćanju
Prvenstva Hrvatske u boćanju.

## Formati natjecanja
- 1993.

Liga je bila podijeljena u skupine "Zapad" i "Jug". U skupini "Zapad" bilo je 8 klubova i prvi dio se igrao dvokružno ligaški. Prva dva stekla su pravo doigravanja za prvaka Hrvatske, a posljednja dva su ispala. U skupini "Jug" bilo je 10 klubova i prvi dio se igrao jednokružno ligaški. Zatim su prva četiri i posljednja četiri u skupini "Jug" igrala doigravanje za pozicije. U gornjem domu skupine "Jug" igralo se polufinale u kojem su igrali prvi protiv trećeg, drugi protiv četvrtog te finale. Prva dva stekla su pravo doigravanja za prvaka Hrvatske. U donjem domu skupine "Jug" igrali su sedmi protiv desetog za 7. mjesto, osmi protiv devetog za 8. mjesto. Zadnja dva su ispala iz lige, 7. i 8. su igrali doigravanje za ostanak u ligi protiv drugoligaša. U polufinalu doigravanja za prvaka Hrvatske prvoplasirani iz jedne skupine igrao je sa drugoplasiranim iz druge skupine.
- 1996. – 2004.

Dvokružni ligaški sustav.
- 2005. – 2007.

Prvi dio natjecanja se igrao dvokružno ligaški u dvije skupine, skupina "Sjever" i skupina "Jug". Po prve četiri ekipe iz svake skupine su odlazile u doigravanje za prvaka. Igralo se po sustavu da je četvrti iz jedne skupine igrao sa prvim iz druge skupine, treći iz jedne je igrao s drugim iz druge. Igralo se dvije utakmice (jedna kod kuće i jedna u gostima), s time da su prvo- i drugoplasirani iz skupina imali povlasticu igranja uzvratne utakmice na svom boćalištu.
- 2010.

Prvi dio natjecanja se igrao jednostruko ligaški, zbog reorganizacije kalendarskog trajanja sezone.
Prve četiri ekipe na kraju ligaškog dijela plasirale su se u doigravanje za prvaka. Igralo se po sustavu da je četvrti igrao s prvim, treći s drugim. Igralo se dvije utakmice (jedna kod kuće i jedna u gostima), s time da su prvo- i drugoplasirani imali povlasticu igranja uzvratne utakmice na svom boćalištu. 
- 2011./12. – 2016./17.

Dvokružni ligaški sustav.
- 2020./21.

Prvi dio natjecanja se igrao u dvije skupine, skupina "Sjever" i skupina "Jug". (nepotpuno)
- 2021./22.
- 2022./23.[1]

Nakon dvokružnog ligaškog sustava prve četiri ekipe idu u ligu za prvaka, a posljednje četiri u ligu za opstanak. U ligu za prvaka, odnosno ligu za opstanak prenose se bodovi iz međusobnih susreta prva četiri kluba, odnosno posljednja četiri kluba.
Bodovanje
- 1996. – 2002.

3 boda za pobjedu, 1 za nerješeno, 0 za poraz
- 2003. – 2015./16.

2 boda za pobjedu, 1 za nerješeno, 0 za poraz
- 2016./17. – danas

3 boda za pobjedu, 1 za nerješeno, 0 za poraz

## Popis klubova koji su sudjelovali (1991. – 2023./24.)
U zagradi je godina prvog sudjelovanja.
Poredani abecedno prvo po sjedištu kluba pa zatim po nazivu, jer se nazivi klubova često mijenjaju.
ugašeni klubovi
| - Trio Buzet, Buzet / Trio Grading-Kuk (2004.) - Cavtat, Cavtat / Cavtat TNT (1992.) - Epidaurus, Cavtat (1998.) - Dubrovnik, Dubrovnik (2007.) - Hajduk Rašica, Dubrovnik (2020./21.) - Signalizacija, Dubrovnik (2005.) - Orkan, Dugi Rat (1991.) - Sokol, Dugopolje (2012./13.) - Funtana, Funtana (2016./17.) - Imotski, Imotski (2007.) - Sveti Jakov, Jadranovo (2020./21., 2022./23.) - Santa Domenika, Kaštelir (2006.) - Komiža, Komiža (1999.) - Komolac, Komolac (2020./21.) - Kukuljanovo, Kukuljanovo (Rijeka) (2020./21.) - Lovran, Lovran (2001.) - Hoteli Makarska, Makarska (1992.) - Marčelji, Marčelji-Rijeka (2005.) - BK Metković, Metković (1993.) - Naklice, Naklice-Omiš / Naklice Čitić (2005.) - Gorčina, Omiš / Gorčina-EMCO, Gorčina SC (1991.) - Otok, Otok (2005. ili 2020./21.) - Pazin, Pazin / Trio Pazin (2012./13.) - Pazinka, Pazin (1991.) - PPK, Pazin / Puris, PPK–Puris (1992.) - Usluga, Pazin (2010.) - Istra, Poreč (1991.) - Povljana, Povljana (2010./11.) - Primošten, Primošten (2019./20.) - Pula, Pula (1992.) - Uljanik, Pula (2003.) | - Brajda, Rijeka (2010./11.) - Drenova, Rijeka (1993.) - Lučki Radnik, Rijeka (1994.) - Mario Gennari, Rijeka / Mario Gennari - JGL (1992.) - BK Rijeka, Rijeka / Rikard Benčić, Benčić GMT, Benčić-DSK, Benčić-Vargon, Vargon (1991.) - Građenje, Split (1994.) - Nada, Split (1991.) - SDK, Split (1992.) - Split, Split (1997.) - Split II, Split (1991.) - ZAP, Split (1993.) - Croatia, Šibenik / CO Osiguranje (2009.) - Slobodna plovidba, Šibenik (1993.) - Wart, Vodnjan / Vodnjan WART (2001.) - BK Vrgorac, Vrgorac (od 2024.), prije Biston, Baška Voda / Biston Makarska rivijera, Biston Brela (2014./15.) - Ante Starčević, Zagreb (2006.) - Dubrava, Zagreb (1993.) - Novi Zagreb, Zagreb (1994.) - Zagreb, Zagreb (1992.) - Zrinjevac, Zagreb / Zrinjevac – Hortikultura (1991.) Izborili ligu, ali odustali/isključeni - Crvene kuće, Zadar (2020./21.) |

_______________
nejasno
- Solaris, Zablaće-Šibenik ili Šibenik (2001.)
- Brgat, Mlini- (Buzet ili Župa dubrovačka ??) ili Gornji Brgat (1996.)
- HE Dubrovnik, Mlini- (Buzet ili Župa dubrovačka ??) ili Dubrovnik (2004.)
- Slivno, Slivno ili Blaće-Slivno (2007.)
- Uzor, ?? (1993.)
- Podhum, Podhum ili Grobnik - Dražice  / Podhum KWSO, Podhum KVIG   (2002.)
- Marinići, Marinići-Rijeka  / Marinić ??   (2005.)
- Trilj, Trilj (2005.)
- Amfora, Makarska (1992.)
- Amfora, Hvar (1994.)
- Zlatni Otok, Hvar (2001.)
- Zlatan Otok, Sveta Nedelja  / Amfora Zlatni Otok   (2004.)

## Izdanja
Kazalo
* U zagradi je broj klubova koji je inicijalno trebao sudjelovati u Prvenstvu; izbačeni ili odustali.
Za izdanja u kojima se igralo doigravanje za prvaka u zagradi je navedena pozicija kluba nakon osnovnog dijela prvenstva za one klubove koji nisu osvojili skupinu. U takvim sezonama ekipe su bile raspodjeljene u dvije skupine ili su sve igrale osnovni dio u jednoj skupini. U slučaju da je bilo više skupina, uz poziciju je navedena i oznaka skupine.
| Godina    | Broj klubova | Broj klubova | Prvaci                        | Prvaci           | #2                            | #2     | #3                                      | #4                                      | #1 nakon osnovnog dijela           | #1 nakon osnovnog dijela |
| --------- | ------------ | ------------ | ----------------------------- | ---------------- | ----------------------------- | ------ | --------------------------------------- | --------------------------------------- | ---------------------------------- | ------------------------ |
| Godina    | liga *       | doigr.       | Klub                          | Bodovi/ Rezultat | Klub                          | Bodovi | polufinalisti                           | polufinalisti                           | Klub                               | Bod (BP)                 |
| 1991.     | 8            |              | Nada Split                    | 9:8,10:7         | Zrinjevac Hortikultura Zagreb | –      | Istra Poreč (2.) Gorčina Omiš (2.)      | Istra Poreč (2.) Gorčina Omiš (2.)      | Zrinjevac (A) Nada Split (B)       | (+)                      |
| 1992.     | 16           |              | Zrinjevac Hortikultura Zagreb | 8:6,12:2         | Nada Split                    | –      | Rikard Benčić Rijeka (2.) Split II (2.) | Rikard Benčić Rijeka (2.) Split II (2.) | Zrinjevac (Z) Nada Split (J)       | 126 (+6) 129 (+10)       |
| 1993.     | 18           |              | Zrinjevac Zagreb (2)          | 7:11,14:4        | Puris Pazin (2.Z)             | –      | Gorčina EMCO Omiš Uzor (2.J)            | Gorčina EMCO Omiš Uzor (2.J)            | Zrinjevac (Z) Gorčina EMCO (J)     | 172 (+5) ??              |
| 1994.     | 18           |              | Zrinjevac Zagreb (3)          | 9:9,9:9          | Rikard Benčić Rijeka (2.)     | –      | Nada Split Građenje Split (2.)          | Nada Split Građenje Split (2.)          | Zrinjevac (Z) Nada Split (J)       | 190 (+36) 196 (+8)       |
| 1995.     | 8            | –            | Zrinjevac Zagreb (4)          | 39               | Rikard Benčić Rijeka          | 34     | PPK Puris Pazin                         | Istra Poreč                             |                                    |                          |
| 1996.     | 8            | –            | Zrinjevac Zagreb (5)          | 36               | Istra Poreč                   | 28     | Rikard Benčić Rijeka                    | Građenje Split                          |                                    |                          |
| 1997.     | 8            | –            | Zrinjevac Zagreb (6)          | 39               | Rikard Benčić Rijeka          | 27     | Istra Poreč                             | Metković                                |                                    |                          |
| 1998.     | 7 (8)        | –            | Zrinjevac Zagreb (7)          | 32               | Rikard Benčić Rijeka          | 30     | Metković                                | Istra Poreč                             |                                    |                          |
| 1999.     | 8            | –            | Rikard Benčić Rijeka          | 37               | Istra Poreč                   | 34     | Zrinjevac Zagreb                        | Metković                                |                                    |                          |
| 2000.     | 9 (10)       | –            | Istra Poreč                   | 40               | Zrinjevac Zagreb              | 37     | Rikard Benčić Rijeka                    | Metković                                |                                    |                          |
| 2001.     | 10           | –            | Rikard Benčić Rijeka (2)      | 49               | Istra Poreč                   | 47     | Zrinjevac Zagreb                        | Komiža                                  |                                    |                          |
| 2002.     | 10           | –            | Istra Poreč (2)               | 54               | Zrinjevac Zagreb              | 48     | Benčić GMT Rijeka                       | Komiža                                  |                                    |                          |
| 2003.     | 9 (?)        | –            | Istra Poreč (3)               | 28               | Benčić GMT Rijeka             | 24     | Zrinjevac Zagreb                        | Podhum KWSO (Grobnik - Dražice)         |                                    |                          |
| 2004.     | 10           | –            | Istra Poreč (4)               | 34               | Zrinjevac Zagreb              | 31     | Trio Grading-Kuk Buzet                  | Benčić-DSK Rijeka                       |                                    |                          |
| 2005.     | 16           |              | Trio Buzet                    | 14:8             | Istra Poreč                   | –      | Zrinjevac Zagreb Solaris Šibenik        | Zrinjevac Zagreb Solaris Šibenik        | Istra (S) Solaris (J)              | 24 (+2) 22 (+1)          |
| 2006.     | 16           |              | Zrinjevac Zagreb (8)          | 14:8             | Trio Buzet                    | –      | Benčić DSK Rijeka Istra Poreč           | Benčić DSK Rijeka Istra Poreč           | Istra (S) Solaris (J)              | 25 (+2) 22 (+1)          |
| 2007.     | 16           |              | Benčić Vargon Rijeka (3)      | 12:10            | Zrinjevac Zagreb              | –      | Istra Poreč Trio Buzet                  | Istra Poreč Trio Buzet                  | Benčić Vargon (S) HE Dubrovnik (J) | 22 (+0) 21 (+2)          |
| 2008.     | 10           | –            | Trio Buzet (2)                | 32               | Zrinjevac Zagreb              | 24     | Benčić Vargon Rijeka                    | Istra Poreč                             |                                    |                          |
| 2009.     | 10           | –            | Trio Buzet (3)                | 33               | Zrinjevac Zagreb              | 29     | Benčić Vargon Rijeka                    | Istra Poreč                             |                                    |                          |
| 2010.     | 10           |              | Trio Buzet (4)                | 15:11,24:2       | Solaris Šibenik               | –      | Istra Poreč Zrinjevac Zagreb            | Istra Poreč Zrinjevac Zagreb            | Istra                              | 16 (+2)                  |
| 2010./11. | 10           | –            | Trio Buzet (5)                | 34               | Istra Poreč                   | 30     | Zrinjevac Zagreb                        | Benčić Vargon Rijeka                    |                                    |                          |
| 2011./12. | 10           | –            | Trio Buzet (6)                | 34               | Zrinjevac Zagreb              | 28     | Istra Poreč                             | Dr. Ante Starčević Zagreb               |                                    |                          |
| 2012./13. | 10           | –            | Zrinjevac Zagreb (9)          | 28               | Benčić Vargon Rijeka          | 28     | Trio Pazin                              | Istra Poreč                             |                                    |                          |
| 2013./14. | 10           | –            | Vargon Rijeka (4)             | 34               | Istra Poreč                   | 28     | Zrinjevac Zagreb                        | Trio Pazin                              |                                    |                          |
| 2014./15. | 10           | –            | Vargon Rijeka (5)             | 32               | Zrinjevac Zagreb              | 31     | Istra Poreč                             | Trio Pazin                              |                                    |                          |
| 2015./16. | 10           | –            | Zrinjevac Zagreb (10)         | 34               | Istra Poreč                   | 30     | Vargon Rijeka                           | Sokol Dugopolje                         |                                    |                          |
| 2016./17. | 10           | –            | Zrinjevac Zagreb (11)         | 47               | Vargon Rijeka                 | 34     | Pazin                                   | Sokol Dugopolje                         |                                    |                          |
| 2017./18. | 10           |              | Zrinjevac Zagreb (12)         | 22:4             | Sokol Orbico Dugopolje        | –      | Vargon Rijeka Istra Poreč               | Vargon Rijeka Istra Poreč               | Zrinjevac                          | 51 (+14)                 |
| 2018./19. | 10           |              | Istra Poreč (5)               | 16:10            | Pula                          | –      | Zrinjevac Zagreb Sokol Orbico Dugopolje | Zrinjevac Zagreb Sokol Orbico Dugopolje | Pula                               | 41 (+0)                  |
| 2019./20. | 10           |              | Pula                          | 17:9             | Vargon Rijeka                 | –      | Zrinjevac Zagreb Biston Brela           | Zrinjevac Zagreb Biston Brela           | Vargon                             | 42 (+3)                  |
| 2020./21. | 16 (20)      |              | Biston Makarska rivijera      | 16:10            | Vargon Rijeka                 | –      | Istra Poreč Pula                        | Istra Poreč Pula                        | Istra (S) Biston (J)               | 39 (+9) 40 (+10)         |
| 2021./22. | 10           | 4            | Biston (2)                    | 15:11            | Istra Poreč                   | –      | Pazin Zrinjevac Zagreb                  | Pazin Zrinjevac Zagreb                  | Biston                             | 46 (+5)                  |
| 2022./23. | 8            | 4            | Istra Poreč (6)               | 24               | Pula                          | 22     | Biston                                  | Metković                                | Biston                             | 33 (+0)                  |
| 2023./24. | 8            | 4            | Vrgorac (Biston) (3)          | 25               | Pula                          | 23     | Istra Poreč                             | Sveti Jakov Jadranovo                   | Vrgorac (Biston)                   | 36 (+0)                  |

### Vječna ljestvica
zaključno sa sezonom 2022./23. 
| Klub                   | Sjedište   | Prvak | Drugi | TOP4 | Ostali nazivi; Napomene                                                     |
| ---------------------- | ---------- | ----- | ----- | ---- | --------------------------------------------------------------------------- |
| Zrinjevac              | Zagreb     | 12    | 9     | 31   | Zrinjevac – Hortikultura                                                    |
| Istra                  | Poreč      | 6     | 8     | 28   |                                                                             |
| Trio                   | Buzet      | 6     | 1     | 8    | Trio Grading-Kuk; ugasio se 2012. - spojio se sa Usluga Pazin u Trio Pazin; |
| Rikard Benčić (Vargon) | Rijeka     | 5     | 9     | 25   | Benčić GMT, Benčić-DSK, Benčić-Vargon, Vargon                               |
| Biston                 | Baška Voda | 2     | 0     | 4    |                                                                             |
| Pula                   | Pula       | 1     | 2     | 4    |                                                                             |
| Nada                   | Split      | 1     | 1     | 3    |                                                                             |
| Sokol                  | Dugopolje  | 0     | 1     | 4    | Sokol Orbico                                                                |
| Solaris                | Šibenik    | 0     | 1     | 2    |                                                                             |
| PPK                    | Pazin      | 0     | 1     | 2    | Puris, PPK Puris                                                            |

## Vanjske poveznice
- službene stranice Hrvatskog boćarskog saveza